# François-Marie-Honoré-Laudoald Aubert
Pour les articles homonymes, voir Aubert.
François-Marie-Honoré-Laudoald Aubert est un homme politique français né le 5 octobre 1765 à Paris et mort le 18 avril 1845 à Paris.

## Biographie
Partisan des girondins pendant la Révolution, il devient, après le 9 thermidor, président de district à Bordeaux et juge de paix. Il est sous-préfet de Blaye en 1800, et député de la Gironde de 1808 à 1815, et de 1831 à 1837, siégeant dans la majorité soutenant la Monarchie de Juillet. Il est pair de France de 1837 à 1845.

### Sources
- « François-Marie-Honoré-Laudoald Aubert », dans Adolphe Robert et Gaston Cougny, Dictionnaire des parlementaires français, Edgar Bourloton, 1889-1891 [détail de l’édition]